# Macrina, a Jovem
Macrina, a Jovem (Cesareia, 324-379) foi uma religiosa católica. Filha de Basílio, o Velho e Emélia de Cesareia, e neta de Macrina, a Velha, seus irmãos também destacaram como religiosos formando uma família dinástica conhecida como os Padres capadócios. Tinha um casamento planejado com doze anos, mas o noivo morreu e desde então se dedicou à vida religiosa.

## Vida e obras
Ela se tornou muito conhecida como uma mulher santa e instruiu muitas jovens na vida religiosa. Por isto ela é celebrada como uma das mais proeminentes freiras da Igreja Oriental. Ela teve uma profunda influência sobre seus irmãos com sua aderência ao ideal ascético. Seu irmão, São Gregório de Níssa, escreveu uma obra chamada "Vida de Macrina" na qual ele descreve sua santidade por toda a vida.
Em 379, Macrina morreu na propriedade da família na província romana de Ponto, que, com a ajuda de seu irmão caçula São Pedro de Sebaste, ela tinha convertido em um mosteiro e um convento. Gregório compôs ainda um "Diálogo sobre a Alma e a Ressurreição" (peri psyches kai anastaseos), intitulado ta Makrinia para comemorar Macrina.
Sua festa litúrgica é no dia 19 de julho.